# Fors fortuna
Fors Fortuna — свято римської богині Фортуни, який відзначалося 24 червня. Початкове значення богині було хліборобського характеру — обожнення випадковості, непередбаченого збігу обставин, які грають таку важливу роль в житті хлібороба.
Свято пишно відзначалося в Римі, де люди в човнах пливли вниз Тибру до двох храмів богині Фортуни, які були неподалік від Риму, де і робили жертви в її честь. Після церемонії принесення жертв люди користуючись урочистостями пили вино, розважались.